# Albin Lambotte

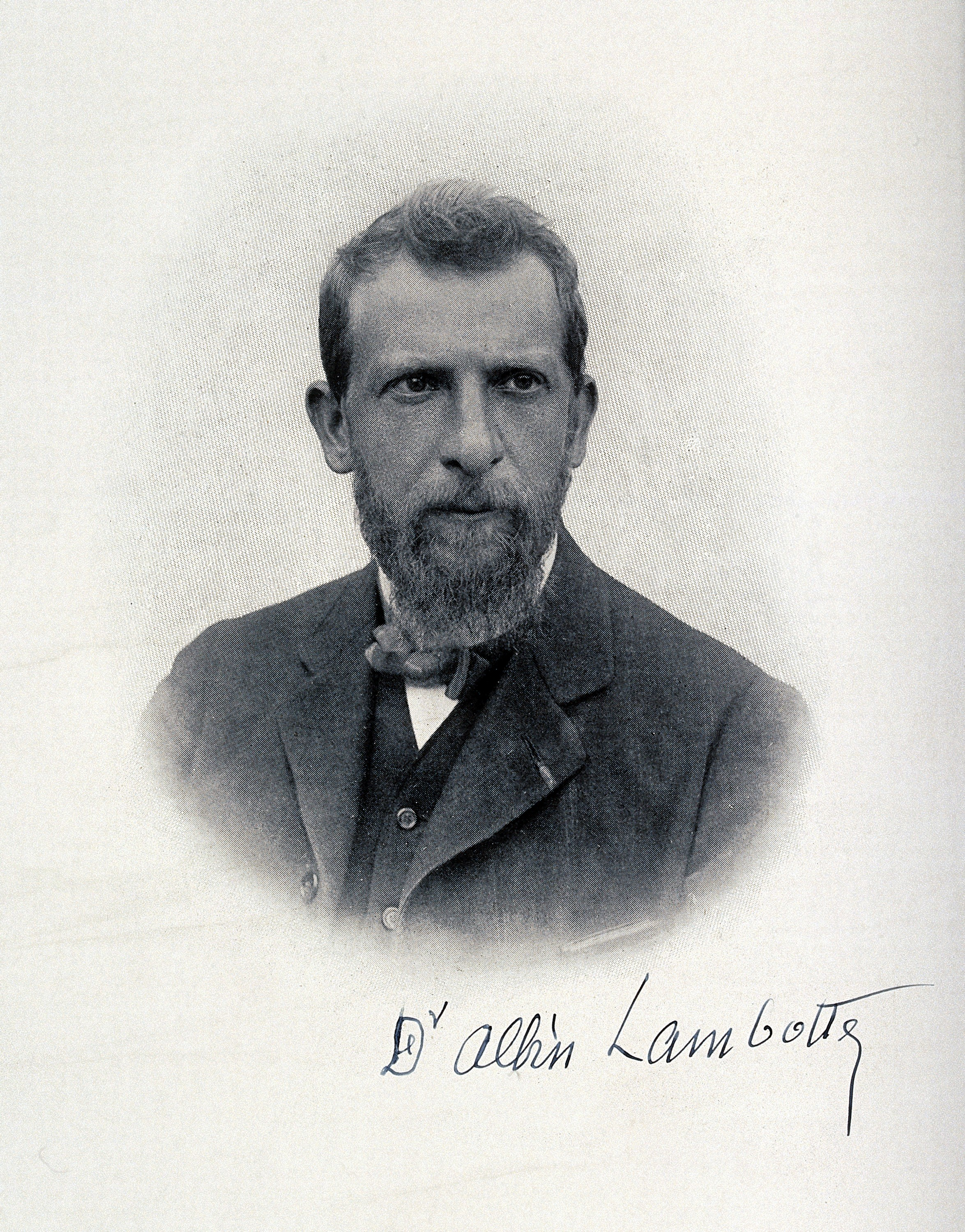
Albin Lambotte

Albin Lambotte (* 1866 in Brüssel; † 1. August 1955 in Antwerpen) war ein belgischer Chirurg. Mit seinem Landsmann Robert Danis, dem Österreicher Lorenz Böhler und den Deutschen Fritz König und Gerhard Küntscher gehörte er mit seinen operativen Behandlungsmethoden von Knochenbrüchen (den von ihm erstmals so genannten Osteosynthesen) zu den Pionieren der Unfallchirurgie, die von der Arbeitsgemeinschaft für Osteosynthesefragen als Vorbilder gesehen werden.

## Leben und Wirken als Chirurg
Albin Lambotte war das jüngste von sieben Kindern eines Brüsseler Professors für Vergleichende Anatomie. Als dieser starb, war Albin 7 Jahre alt. Nach dem Medizinstudium an der Universität Brüssel arbeitete er zunächst im Krankenhaus Schaerbeek/Schaarbeek bei seinem Bruder, dem Chirurgen Élie Lambotte (1856–1912). Nach dessen frühem Tod auf sich gestellt, ging er 1891 an das Krankenhaus Stuyvenberg in Antwerpen. Er bewährte sich bei den Cholera- und Diphtherie-Epidemien. 1894 operierte er seine erste Gastrektomie. Seit 1900 Chefarzt der Chirurgie seines Krankenhauses, führte er die ersten Laminektomien und Kraniotomien aus. Als einer der ersten Chirurgen forderte er die operative Resektion von tuberkulösen Knocheninfekten. Zwar schon außerhalb Belgiens bekannt, stieß er damit bei seinen Kollegen auf Gleichgültigkeit und Ablehnung. So begann er 1902 in seiner eigenen Werkstatt Implantate für die operative Behandlung von Knochenbrüchen zu entwickeln. Der heute weltweit gebräuchliche Begriff Osteosynthese geht auf ihn zurück. Zu einer Zeit, als eine Osteosynthese nur mit Draht und Schrauben erfolgte, hatte er bereits Platten entwickelt, die er bei gelenknahen Frakturen verwendete. Nach Fehlschlägen mit korrodierten Metallmaterialien entwickelte er die ersten biodegradierbaren Implantate. Schon 1902 verwendete er die ersten (von ihm entwickelten) unilateralen Fixateurs externes. Bei jeder Operation zeichnete Lambotte die Befunde und die verwendeten Implantate. „Mit Reproduktionen von Röntgenbildern und funktionellen Fotografien der Patienten entstand eine ungewöhnlich reiche Dokumentation seiner beiden (nie übersetzten) Lehrbücher“.
1921 gründete Lambotte die Belgische Gesellschaft für Orthopädische Chirurgie.

## Künstler und Handwerker
Er spielte in einem Streichquartett – auf selbstgebauten Instrumenten. Er hatte Geigenbau gelernt und baute Violinen, Violen und Violoncelli. Sie sind im Besitz der Krone Belgien, des Conservatoire Royal de Bruxelles, des Conservatoire de Paris und des Koninklijk Conservatorium Antwerpen. Für das Fliegenfischen baute er federleichte Angelrollen und Angelruten aus längs gespaltenem Bambus. Er war auch Zeichner und Holzschnitzer.

„Das größte Verbrechen eines Mannes ist Untätigkeit.“

## Veröffentlichungen (Auswahl)
- L´intervention opératoire dans les fractures récentes et anciennes envisagée particulièrement au point de vue de l'ostéo-synthèse avec la description de plusieurs techniques nouvelles. Brüssel 1907, archive.org
- Chirurgie opératoire des fractures. Paris 1913, Digitalisat